# Øvre Årdal

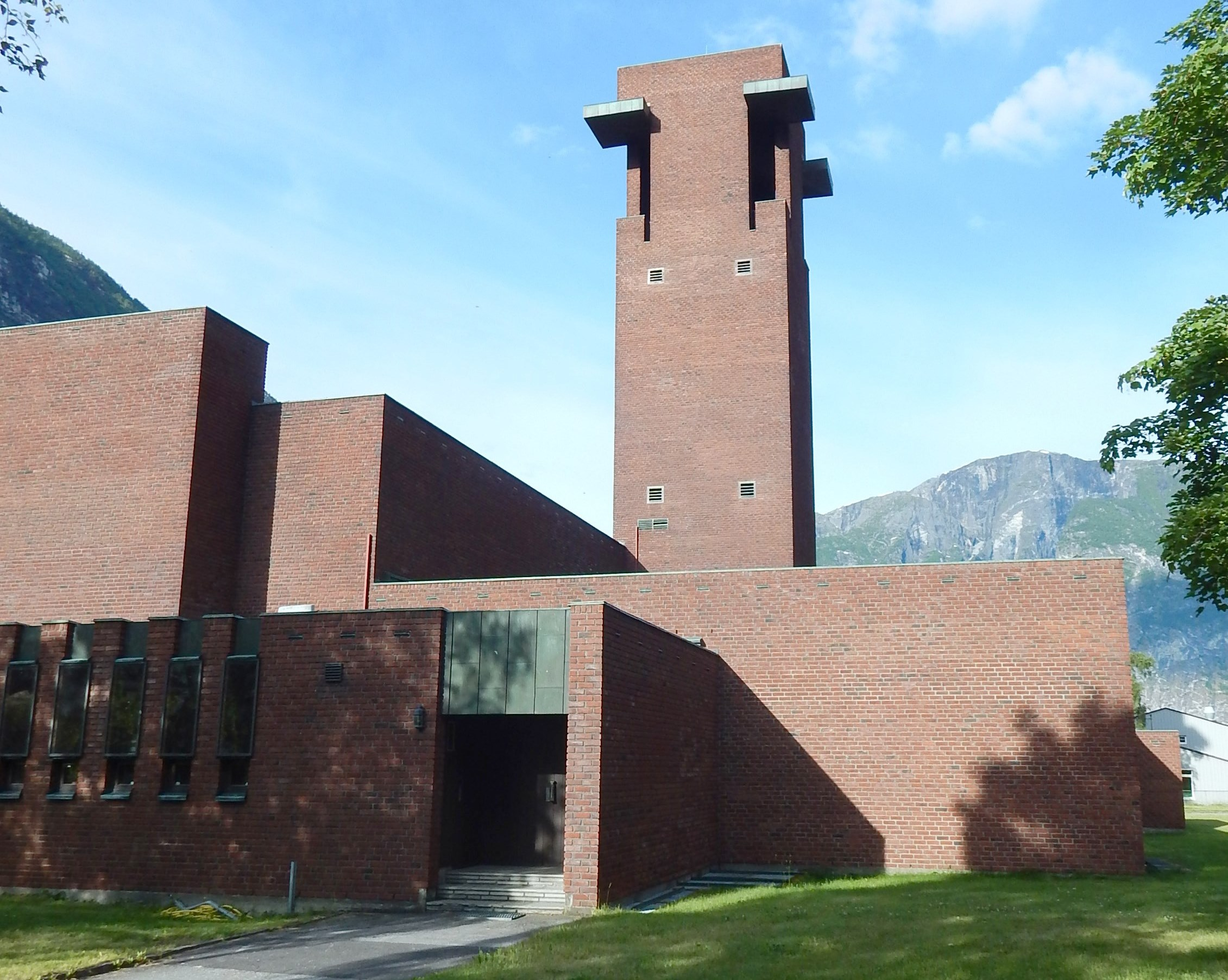
Farnes kyrka.

Øvre Årdal är en tätort och kyrkby i Årdals kommun i Vestland fylke i västra Norge. Orten ligger där fylkesväg 53 möter fylkesväg 5631, vid norra änden av Årdalsvatnet. Här finns Farnes kyrka.
Med 3 116 invånare den 1 januari 2022 är orten kommunens största tätort.